# キーエスクロー
キーエスクロー（英語: key escrow）は、暗号化されたデータを復号するために必要な鍵がエスクローに保持され、特定の状況下で、許可された第三者がその鍵にアクセスできるようにする仕組みのことである。これらの「第三者」には、従業員の私的なコミュニケーションにアクセスしたいと考える企業や、暗号化された通信の内容を見ることを望む政府が含まれる可能性がある。
技術的な問題は主に構造的な問題である。保護された情報へのアクセスは、意図された受信者および少なくとも1つの第三者に「のみ」提供されなければならないためである。第三者は、例えば裁判所命令のように、慎重に管理された条件の下でのみアクセスを許可されるべきである。これまでのところ、この要件を技術的に完全に満たすシステム設計は示されなかった。提案されたシステムは全て、アクセスの要求、正当性の要求の審査（裁判所のような）、およびアクセス制御を担当する技術者によるアクセスの許可など、いくつかの社会的連携が正しく機能していることを必要とする。そのようなリンケージ/コントロールは全て、システム設計のセキュリティの観点から深刻な問題を抱えている。鍵が簡単に変更されないシステムは、鍵の偶発的な解放により多くの機器が完全に侵害され、システムの即時の鍵の変更または交換が必要となるため、特に脆弱になる。
キーエクスローは、多くの国で論争の的になっている。これはエスクローの仕組みのセキュリティの技術的な不信のため（不正なアクセスから守る法的義務の下で情報が保持されている場合であっても、公的および民間の様々な組織による他者の情報の適切な保護が十分ではなかった長い歴史があるため）、および、エスクローが設計された機能を果たしていても、システム全体に対する不信があるためである。これまでのところ、両方の異論を満たすキーエスクローシステムは設計されていない。
キーエスクローは積極的なものであり、鍵へのアクセスの必要性を予期する。遡及的な代替案は鍵開示法である。これは、法執行機関の要請に応じて、または法的な罰則として、ユーザーに鍵を明け渡すことを要求するものである。鍵開示法は、キーエスクローシステムの技術的な問題やリスクを回避するが、鍵の紛失や不本意な自己負罪などの法的問題などの新たなリスクももたらす。